# Michał Kornella
Michał Kornella (ur. 23 października 1862 w Borszczowie, zm. 11 kwietnia 1911 w Jaśle) – inżynier melioracyjny.

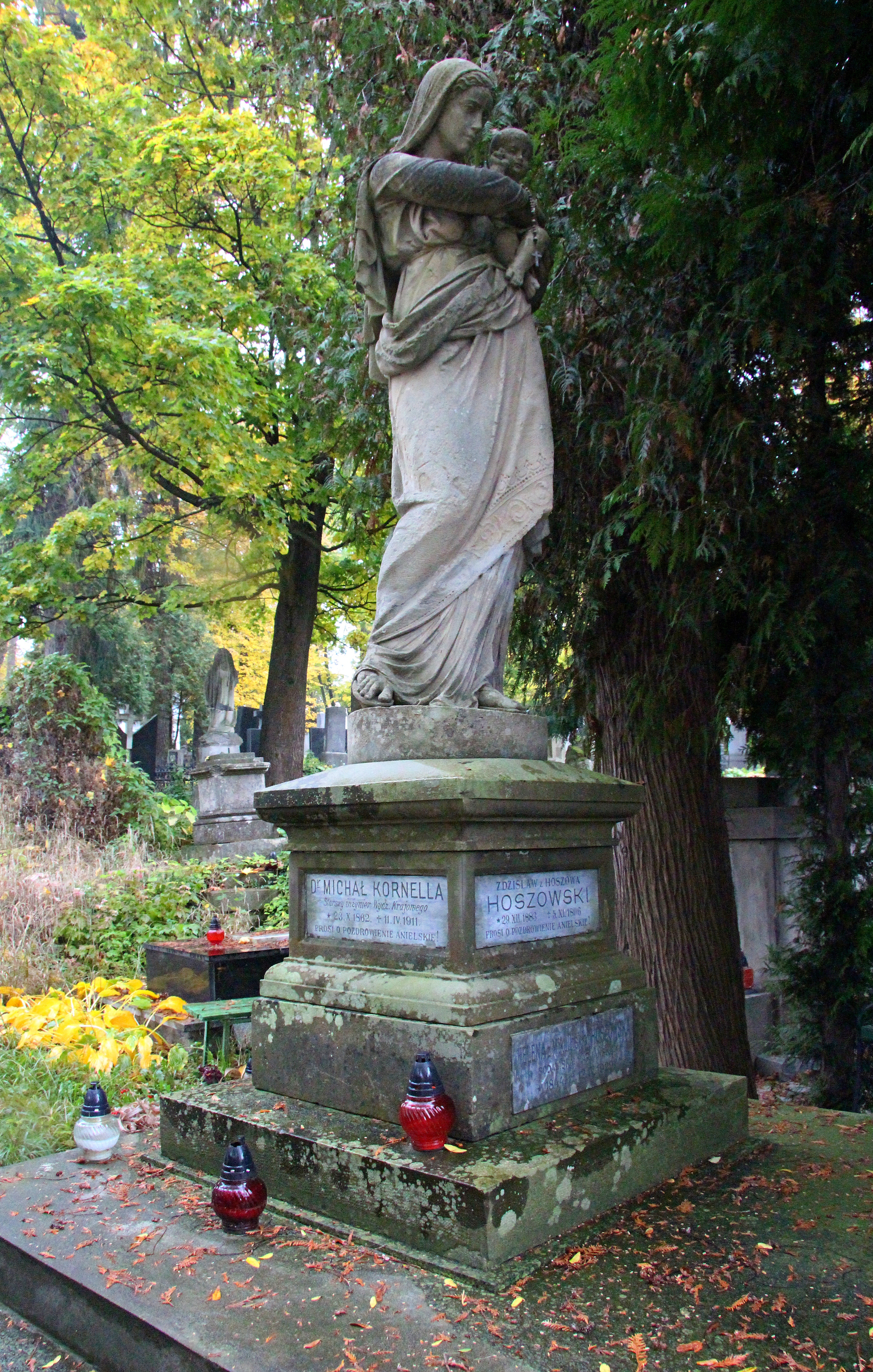
Nagrobek Michała Kornelli

## Życiorys
Urodził się w ukraińskiej rodzinie chłopskiej, jako syn Iwana. Ukończył szkołę w Stanisławowie, studia budownictwa lądowego i wodnego na Politechnice Wiedeńskiej w latach 1882-1887. Był zatrudniony jako projektant i kierownik robót wodociągowych, kanalizacyjnych i portowych w urzędzie budowlanym w Linzu, następnie dwa lata był asystentem na Katedrze Budownictwa Wodnego na Politechnice Lwowskiej. W ramach prac nad projektem przekopu i wstępnymi robotami regulacyjnymi Dunaju w rejonie jej przełomu koło Żelaznej Bramy opublikował pracę pt. Studium o regulacji Żelaznej Bramy w 1891. Od 1893 do 1894 uzyskał specjalizację  na wydziale melioracyjnym wiedeńskiej uczelni Hochschule für Bodenkultur. W 1902 uzyskał tytuł doktora na Politechnice Lwowskiej. W 1895 rozpoczął pracę w Jaśle na stanowisku starszego inżyniera i kierownika Ekspozytury Biura Melioracyjnego Wydziału Krajowego. 
Dokonał prac regulacyjnych rzek: Wisłok, Wisłoka i Jasiołka, odwadniania i osuszania bagien, nawadniania łąk. Prowadził także badania celem wyszukania wód źródlanych dla kanalizacji w Sanoku, opublikował pracę pt. Sprawozdanie techniczne w sprawie studyów przedwstępnych dla zamierzonej budowy wodociągu w Sanoku w 1909. Sporządził projekt obwałowania i ochrony miasta Krosna przed zalewami.
Był tutorem artykułów w zakresie melioracji, które były publikowane w „Czasopiśmie Technicznym”. Działał jako członek Komisji Fizjograficznej Akademii Umiejętności i Towarzystwa Politechnicznego we Lwowie.
Zmarł tragicznie 11 kwietnia 1911 w Jaśle. Został pochowany na Cmentarzu Łyczakowskim we Lwowie (pole 69).
Jego córką była lekarka Helena Kornella.